# Góry Akaishi

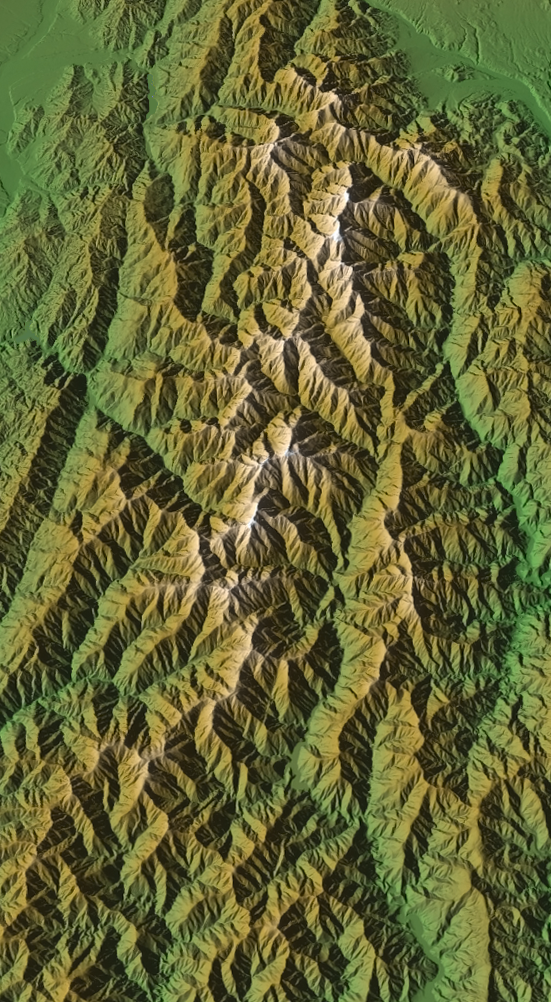
Góry Akaishi

Góry Akaishi (jap. 赤石山脈 Akaishi-sanmyaku), zwane inaczej Południowymi Alpami Japońskimi (jap. 南アルプス Minami-Arupusu) – łańcuch górski w Japonii, w centralnej części wyspy Honsiu, w granicach prefektur: Nagano, Yamanashi oraz  Shizuoka.

## Najwyższe szczyty
- Kita (Kita-dake, 北岳) 3 193 m
- Ai (Ai-no-dake, 間ノ岳) 3 189 m
- Akaishi (Akaishi-dake, 赤石岳) 3 120 m
- Nōtori (Nōtori-dake, 農鳥岳) 3 051 m
- Senjō (Senjō-ga-take, 仙丈ヶ岳) 3 033 m
- Hijiri (Hijiri-dake, 聖岳) 3 013 m
- Kaikoma (Kaikoma-ga-take, 甲斐駒ヶ岳) 2 967 m
- Tekari (Tekari-dake, 光岳) 2 591 m

## Galeria

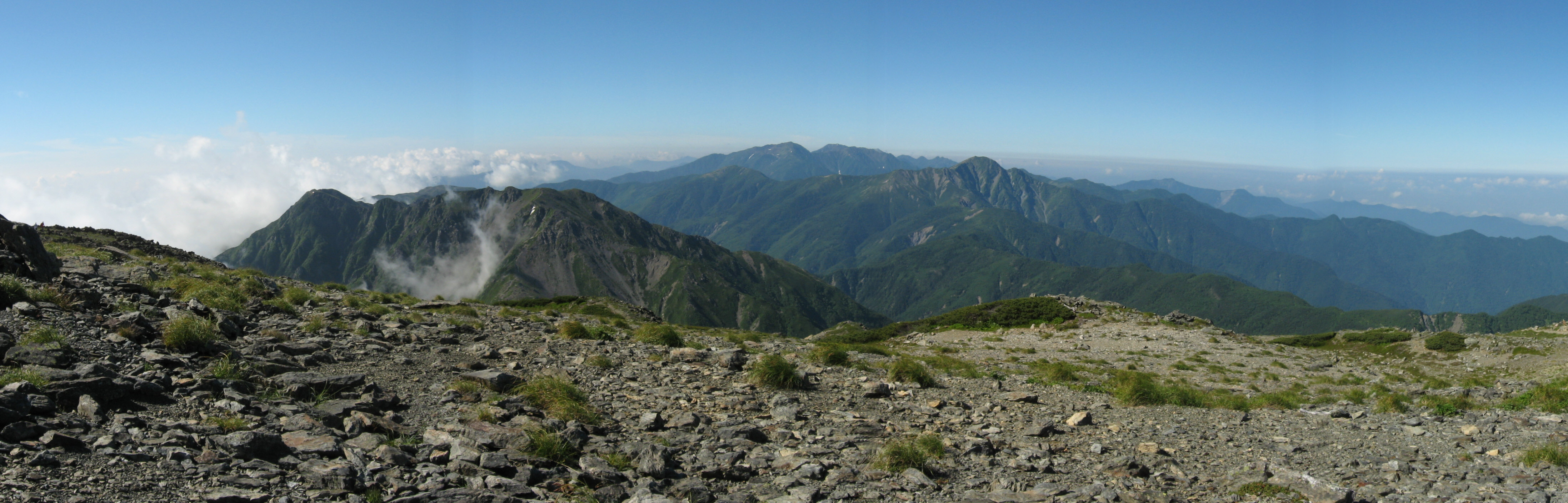
Góry Akaishi widziane ze szczytu Ai-no-dake
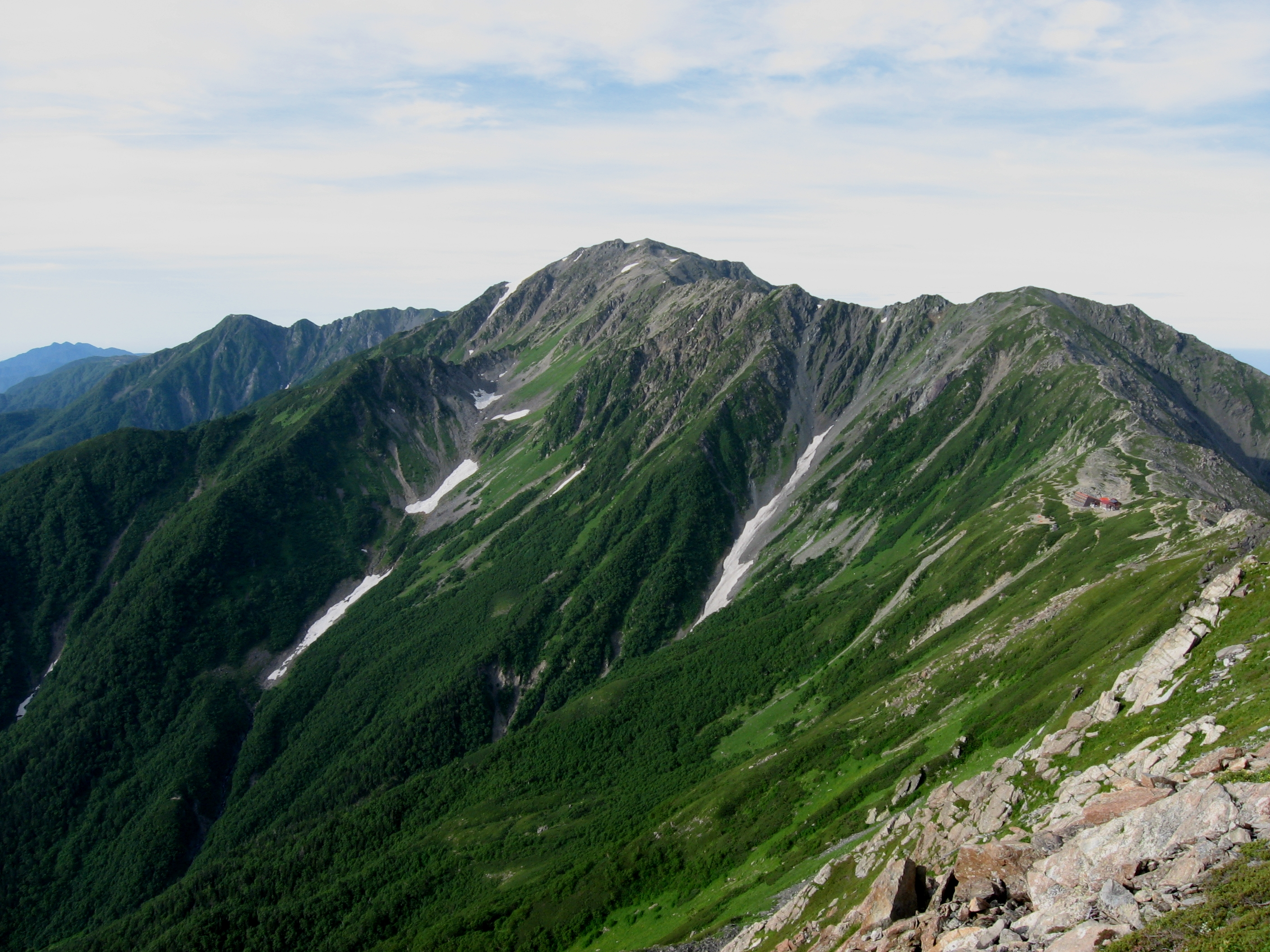
W górach Akaishi
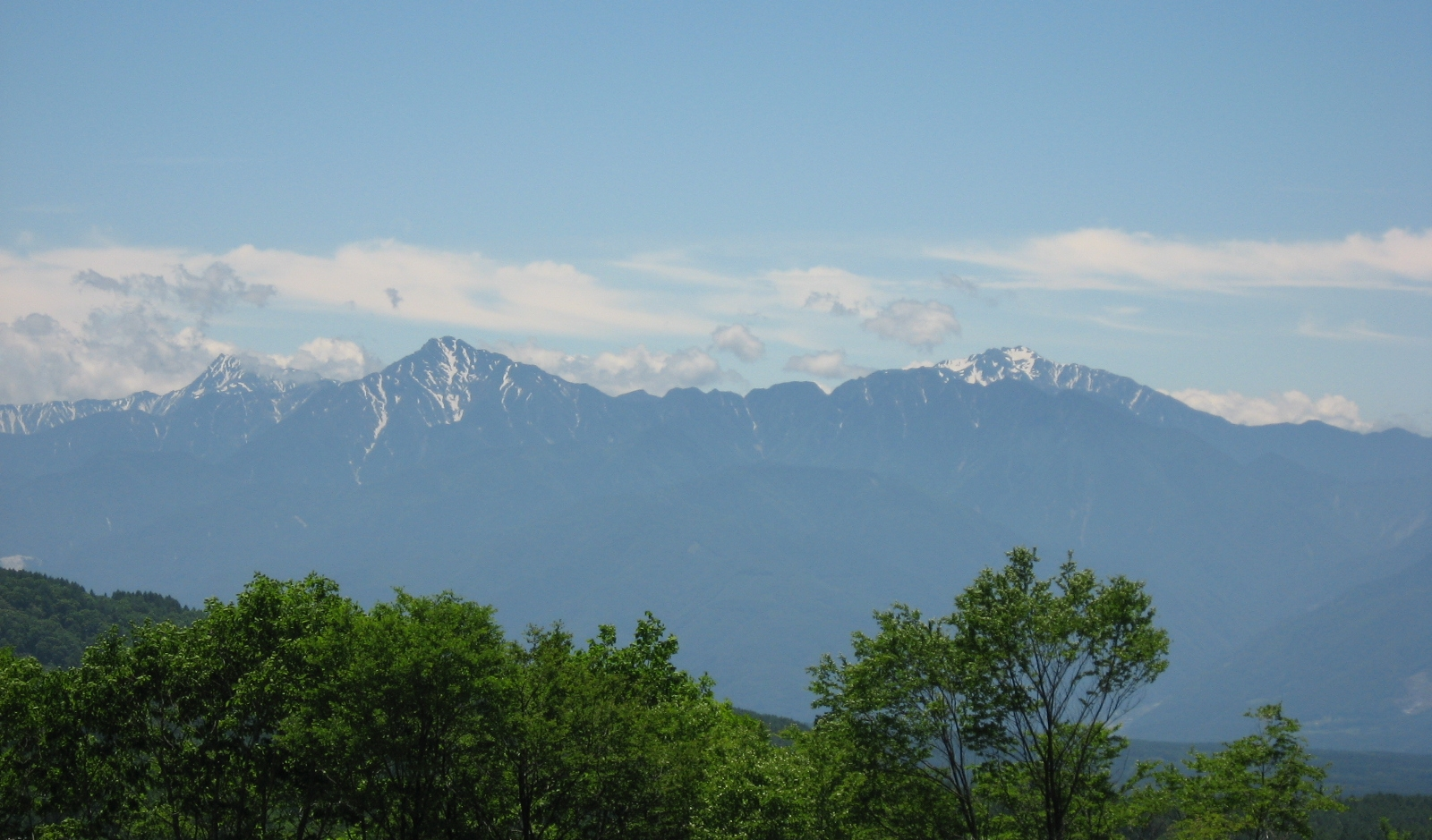
Akaishi widziane z góry Yatsu-ga-take
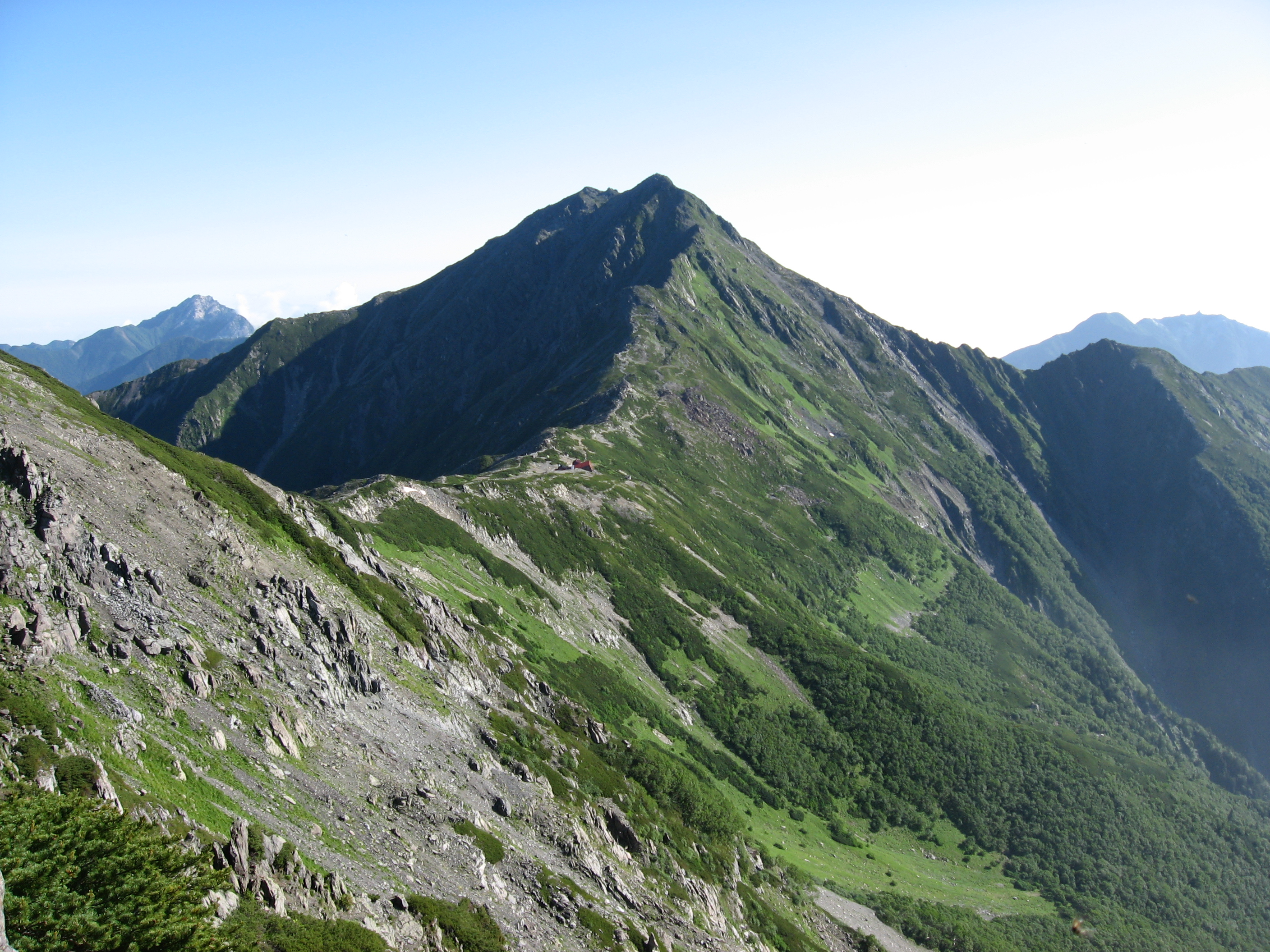
Szczyt Kita widziany z Ai-no-dake
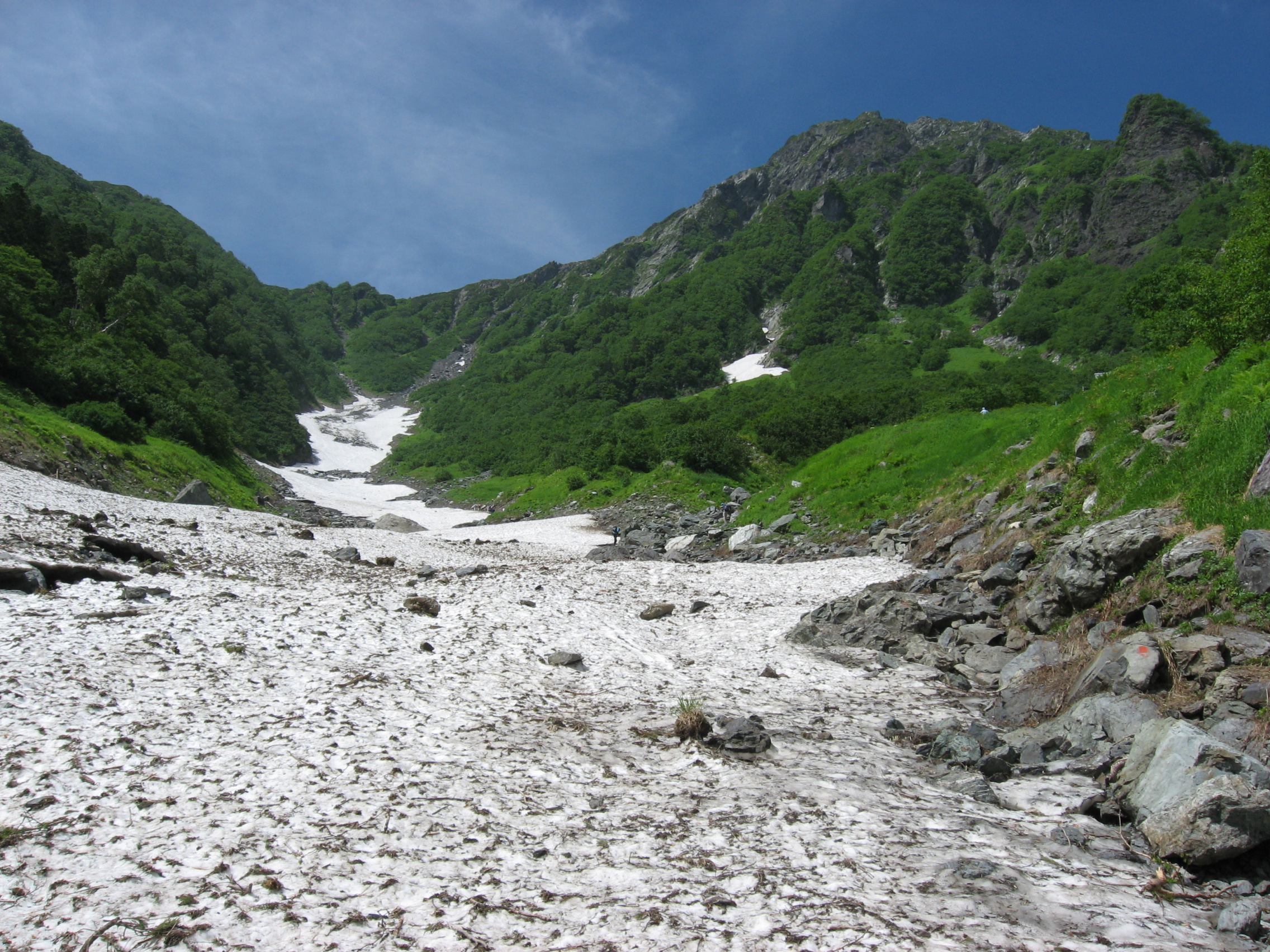
Góra Kita
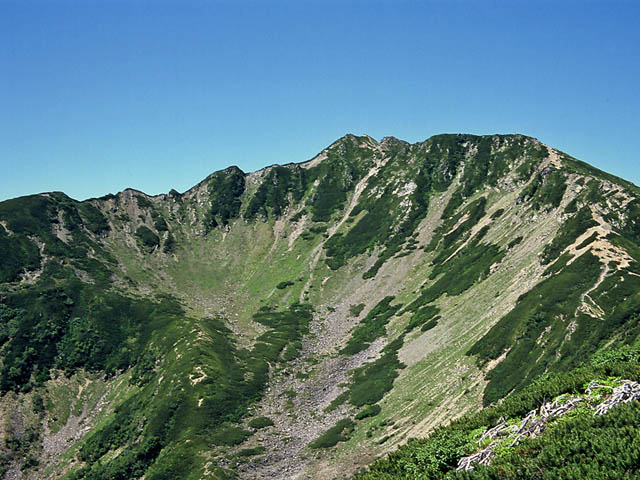
Ostre krawędzie szczytu Senjō
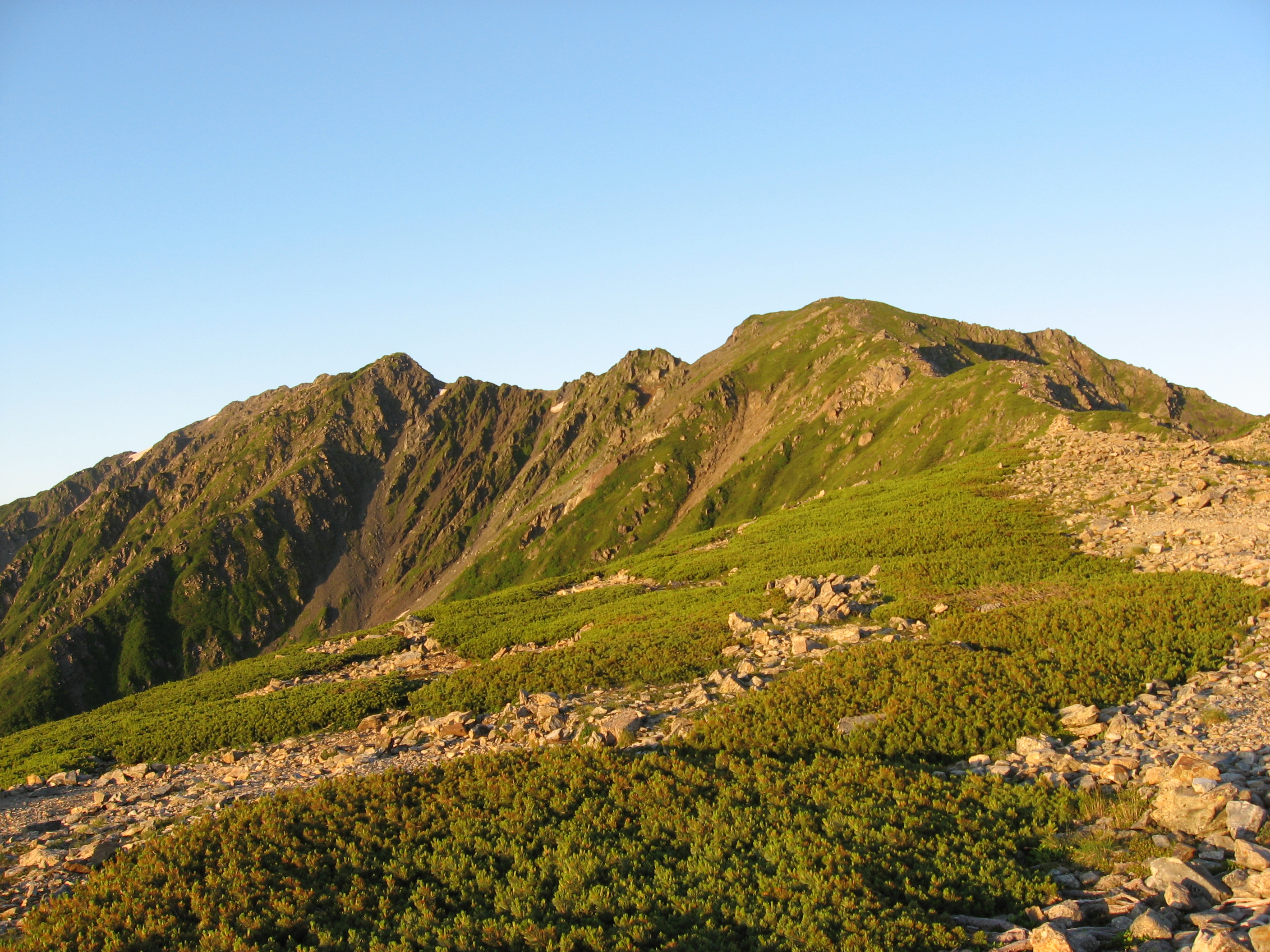
Szczyt Naka-Shirane
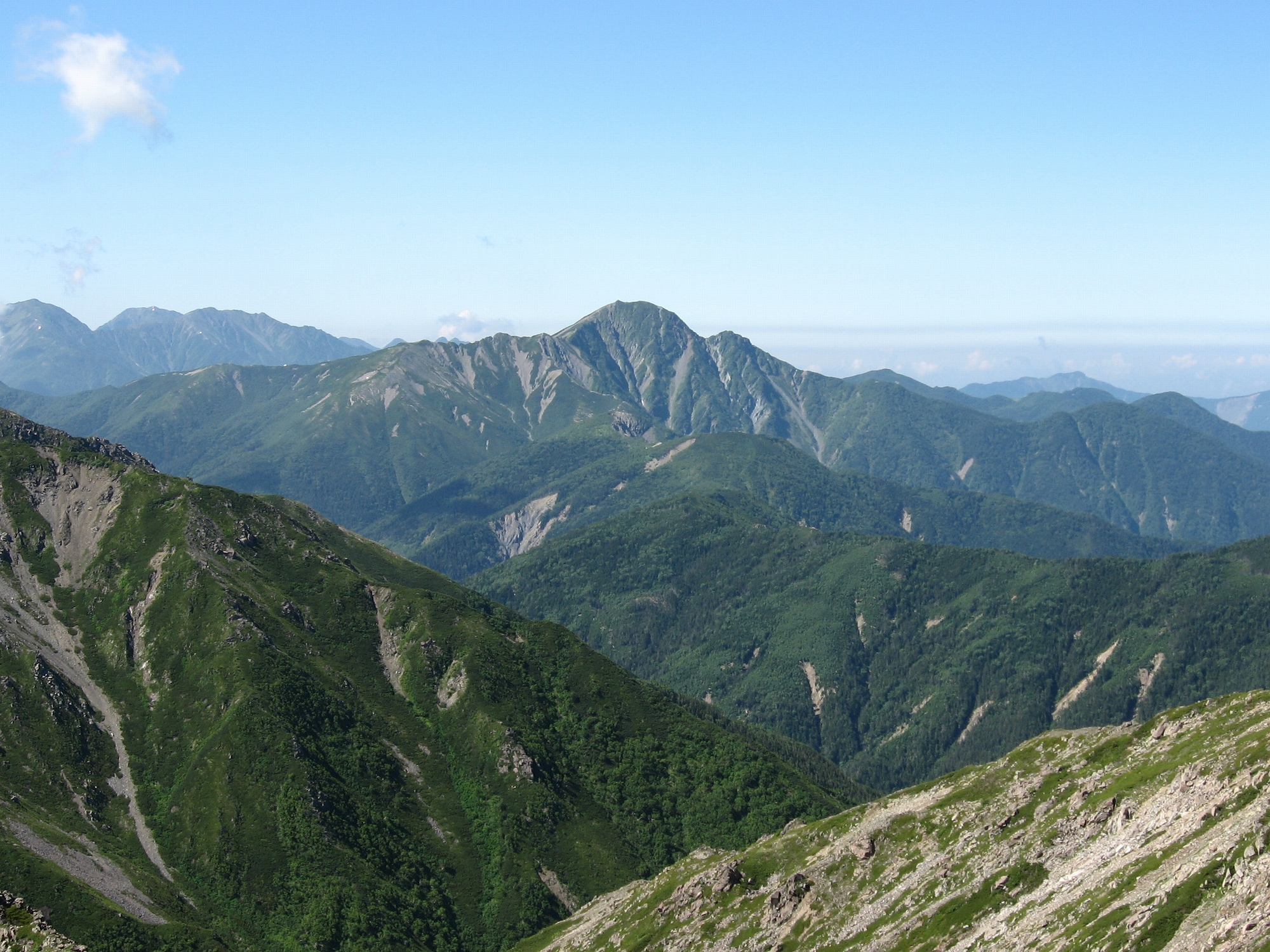
Szczyt Shiomi obserwowany z Ai-no-dake